# Upernavik
Upernavik – miasto w zachodniej części Grenlandii, położone na wyspie o tej samej nazwie. w gminie Avannaata.
Liczba mieszkańców w 2011 roku wynosiła 1107.